# Ольшевський Володимир Антонович
Володимир Антонович Ольшевський (16 червня 1873, м. Умань — 7 липня 1933, м. Познань, Польща) — український військовий діяч, генерал-хорунжий Армії УНР, учасник Першої світової війни, полковник російської армії.

## Життєпис
Народився в м. Умань Київської губернії, походив з родини урядовця. Закінчив Златопільську гімназію, слухав лекції на медичному та фізико-математичному факультетах Київського університету. Навчався в Київському піхотному юнкерському училищі. У 1901 році  підпрапорщиком відбув на службу в 131-й Тираспольський піхотний полк. У 1904-05 роках брав участь у російсько-японській війні в складі 21-го Східносибірського полку.

## Перша світова війна
У серпні 1914 прийняв командування 4-м батальйоном 279-го Лохвицького піхотного полку. У жовтні підвищений до звання капітана. Восени того року поранений двічі. 6 листопада 1915 достроково підвищений до чину підполковника. У грудні прийняв командування півбатальйоном 75-го маршового батальйону. На початку 1917 року переведений до 278-го Кромського піхотного полку, яким керував К. Прісовський. 25.3.1917 р. мав звання полковника. З березня керує окремим дивізіоном 2-го Запасного кавалерійського полку.

## Національні змагання
З 1917 року брав участь у формуванні національних збройних сил України. У 1918 році — командир військової частини на більшовицькому фронті. Почергово командував куренями 27-го Козелецького полку в Чернігові, 21-го пішого Сквирського полку в Києві, далі — помічник командира 19-го Овруцького полку.
На початку протигетьманського повстання полк Ольшевського скеровано проти сил Директорії; не бажаючи воювати проти своїх, Овруцький полк повернувся в Київ.
З приходом до влади Директорії 7-у кадрову дивізію, до якої входив 19-й Овруцький полк, очолив Микола Шаповал, Ольшевський був у нього заступником. На початку лютого 1919 полк брав участь у боях за Бердичів; у березні дивізія відступає до Жмеринки, де червоноармійці прорвали фронт і розділили Армію УНР на дві частини. Уся група Миколи Шаповала потрапила в оточення. У квітні вони перейшли Збруч на територію Галичини. Полковник Ольшевський керує 3-м куренем 16-го загону, що формувався із залишків 7-ї дивізії. У травні 16-й загін намагається оволодіти Кам"янцем-Подільським, що завершилося нищівною поразкою. Ті частини, що залишилися, переформовано в 3-ю дивізію. Одну з перших перемог дивізія здобула в бою за містечко Шатава за 17 верст від Кам"янця. Згодом дивізія захопила Вапнярку й відбила спроби реваншу сил Йони Якіра; за цю операцію 3-я дивізія отримала звання Залізної. У 1919 році командир 9-го полку 3-ї Залізної стрілецької дивізії, з червня — помічник командира дивізії, з жовтня — заступав хворого на тиф командира дивізії О. Удовиченка.
Учасник Першого Зимового походу Армії УНР.
26 грудня 1919 р. «залізні» розбиті білогвардійською кіннотою; вцілілі згруртовані полковником Стефановим у 3-й кінний полк.
У січні 1920 року призначений командиром українськими військовими силами Уманщини — 4 січня полковник Трутенко очолює Липовецький гарнізон, Ольшевський — Уманський. Тоді в Умані видавалися газети, відозви до війська та інтелігенції, до добровольчих вояків, протегували цьому Петро Дерещук і Ольшевський. У середині січня 1920 уманський гарнізон зазнає чергової «радянізації» від гайдамак отамана Волоха, серед заарештованих і Ольшевський. Звільнений 19 березня після приходу до Умані українських військових частин.
З 25 березня служить булавним старшиною штабу Волинської дивізії. Під час польсько-радянської війни 1920 року був помічником командира 3-ї Залізної дивізії. Був начальником залоги в Кам"янці-Подільському. Брав участь у боях на більшовицькому фронті до листопада 1920 року.
З грудня 1920 року перебував у таборі Каліш. Був одним з організаторів табірного життя дивізійників, членом товариства вояків Армії УНР, Українського воєнно-історичного товариства та членом управи Української станиці в Калішу.
3.08.1921 р. дістав ранг генерал-хорунжого.
1923 року підвищений у генерал-хорунжого зі старшинством із 6 жовтня 1920. Пізніше жив у Лодзі, згодом в Познані (Польща), де і помер.